# Die kluge Schwiegermutter
Die kluge Schwiegermutter (Verweistitel: Schmidt  und Schmidtchen) ist eine deutsche Verwechslungskomödie von 1939 unter der Regie von Hans Deppe. Die Hauptrollen sind besetzt mit Ida Wüst, Charlott Daudert, Christian Gollong und Georg Alexander. Das Drehbuch basiert auf einer Idee von Paul Rischke. 

## Handlung
Frau Böhler führt nach dem Tod ihres Mannes, eines Konditoreibesitzers, das Hauptgeschäft in Frankfurt am Main tatkräftig und sicher im Auftreten weiter. Auch auf die Filialen ihrer Cafés in Baden-Baden und Köln hat sie ein Auge. Das Ehepaar hatte den Traum, jeder ihrer Töchter eines ihrer Cafés zu überlassen. Die Älteste heiratete jedoch einen Ingenieur in Bamberg und die andere einen Arzt in Dortmund. Frau Böhler ist entschlossen, ihre jüngste Tochter Anni in die richtige Richtung zu lenken, damit wenigstens Anni einen Mann aus der Konditoreibranche wählt und so der Familienbetrieb erhalten bleibt. In dem jungen Bockelmann, der die Filiale in Baden-Baden leitet, meint sie den richtigen Kandidaten gefunden zu haben. Es gibt jedoch einen entscheidenden Haken: Anni ist in den Chemiker Robert Schmidt verliebt, der bei den Florida-Kosmetik-Werken in Berlin beschäftigt ist. Robert ist sehr begabt in seinem Beruf, besitzt jedoch nur wenig Durchsetzungskraft und bleibt selbst dann sanftmütig, wenn ihm die Kollegen mal wieder, was oft passiert, einen Streich spielen. Im Werk wird er meist Schmidtchen gerufen zur Unterscheidung von Conny Schmidt, dem Direktor der Werke. Da Anni auf eine Heirat drängt, wird Robert bei Direktor Schmidt vorstellig und bittet um mehr Gehalt, was ihm jedoch verwehrt wird. Der junge Chemiker hat nämlich einen Brief von seiner eventuell zukünftigen Schwiegermutter erhalten, den sie in ihrer resoluten Art abgefasst hat, und der Robert schwer zu schaffen macht. Er spielt sogar mit dem Gedanken, auf Anni zu verzichten. Seinen Freunden, mit denen er auch eine Wohngemeinschaft bildet, gelingt es jedoch, Robert wieder aufzurichten. Sein Freundeskreis besteht aus dem Musiker Hans Giebel, der jungen begabten Sängerin und Kabarettistin Rosita, dem Schriftsteller Peter Wißmann und seinem Kollegen Toni Leitner, der als Werbefachmann in den Florida-Werken arbeitet. Diese vier schmieden einen Plan, wie sie Robert dazu bringen können, um Anni zu kämpfen. Also reden sie dem Freund unter den Klängen des neuen Liedes von Hans Giebel, vorgetragen von Rosita, das von Tante Emilie handelt, ein, dass er den „scharfen Blick“ habe, den er nur anwenden müsse, dann werde er sehen, dass sofort jeder klein beigebe. Auf die Idee sind sie verfallen, weil Peter Wißmann seine Geschichte „Der Mann mit dem scharfen Blick“ erfolgreich verkauft hat. Robert weiß außerdem noch nichts davon, dass Toni in seinem Namen ein Telegramm mit dem Text: „Bin heute in Direktion gekommen. stop Folgen unabsehbar. Robert“ an Frau Böhler gesandt hat. Da das Quartett auch Portier Krüger bestochen hat mitzumachen, glaubt Robert, dass seine Freunde recht haben und tritt plötzlich ganz anders auf. Erneut spricht er bei Direktor Schmidt vor und gibt sich so von oben herab, dass eine sofortige Kündigung die Folge ist. 
Als er die Firma niedergeschlagen verlassen will, steht er plötzlich seiner Anni und deren Mutter gegenüber. Das ihnen zugesandte Telegramm hat sie umgehend nach Berlin reisen lassen. Frau Böhler sieht im Werk ihren alten Geschäftsfreund Speckmann wieder, auf den Conny Schmidt und der intrigante technische Direktor Pfister alle Hoffnungen gesetzt hatten, dass er das schlecht dastehende Unternehmen mit seinen Aufträgen sanieren würde. Frau Böhler und Speckmann begrüßen sich herzlich, was von Pfister beobachtet wird. Da Speckmann weitere Geschäfte mit den Florida-Werken gerade schroff abgelehnt hatte, sieht Pfister darin ein Zeichen. Er folgert, wenn Frau Böhler und Speckmann so herzlich miteinander umgehen, muss auch Schmidtchen ihn kennen, also bleibt er wichtig für die Firma. Man muss seine Kündigung also umgehend rückgängig machen. 
Frau Böhler und Anni, die in Roberts Wohnung auf ihn warten wollten, da er angeblich noch eine wichtige Konferenz abzuwickeln hat, geraten jedoch wegen der Namensgleichheit und aufgrund missverständlicher Auskünfte in die elegante Villa von Conny Schmidt. Auch dort kommt es wieder zu diversen Missverständnissen, die darin gipfeln, dass Liselott dort auftaucht, eine von Conny Schmidts Freundinnen. Zumindest sorgt sie für Klarheit bei den Damen Böhler, als sie ihnen ein Bild des wahren Direktors Schmidt zeigt. Umsichtig, wie Frau Böhler nun einmal ist, hat sie Speckmann ebenfalls in der Villa eingeladen, um sich mit Robert auszutauschen, der zusammen mit seinem Freund Toni erschienen ist. Und zu guter Letzt taucht auch noch Conny Schmidt auf, der sich nach der Nachricht seines Dieners, dass eine Braut mit Schwiegermutter aufgetaucht sei, nicht nach Hause wagte. Frau Böhler hat schnell geschaltet und sich inzwischen ein Bild von der wirklichen Lage gemacht. Speckmann steigt bei den Florida-Werken ein, Pfister wird entlassen und Robert bekommt seinen Posten als technischer Direktor. Und natürlich bekommt Anni ihren Robert. So umsichtig, wie Frau Böhler ihre Cafés führt, zeigt sie sich auch als kluge Schwiegermutter.

## Produktionsnotizen
Die Dreharbeiten fanden zwischen dem 1. Februar und Anfang März 1939 in Berlin und Frankfurt am Main statt. Produktionsfirma war die Tonlicht-Film GmbH, Peter Ostermayr (Berlin) im Auftrag der Universum Film AG (UFA). Paul May hatte neben dem Schnitt auch die Position eines Produktionsassistenten inne. Die Bauten steuerten Hanns H. Kuhnert und Franz Koehn bei. Ted Kornowicz assistierte Chefkameramann Herbert Körner. Die Liedtexte zu den Liedern Ein kleines weißes Haus (Slowfox), Die Tante Emilie (Foxtrott moderato), Je später der Abend, um so schöner die Gäste! (Foxtrott) stammen von Günther Schwenn. Alle Lieder wurden von Rosita Serrano gesungen.
Nachdem der Film am 25. April 1939 einer Prüfung unterzogen worden war, fand die Uraufführung am 17. Mai 1939 in Wien statt. Die Berliner Premiere war am 31. Mai 1939 in gleich drei Kinos (Ufa-Theater Kurfürstendamm, Ufa-Theater Friedrichstraße und Titania-Palast). In den USA kam der Film am 8. Oktober 1939 unter dem Titel Wise Mother in Law ins Kino.
Die Produktionskosten beliefen sich auf etwa 475.000 RM, damit galt der Film in der Herstellung als ausgesprochen kostengünstig.

## Kritik
Das Lexikon des internationalen Films fasste seine Kritik in dem Satz zusammen: „Routinierte Verwechslungskomödie mit Musikeinlagen von Rosita Serrano.“